# Lista de artilheiros da Taça dos Clubes Vencedores de Taças
Os artilheiros de todas as edições da Taça dos Clubes Vencedores de Taças.

## Artilheiros geral
| Pos. | Jogador               | País               | Gols | Jogos | Média | Clubes                                                             |
| ---- | --------------------- | ------------------ | ---- | ----- | ----- | ------------------------------------------------------------------ |
| 1    | Rob Rensenbrink       | Países Baixos      | 25   | 36    | 0,64  | Brugge / Anderlecht                                                |
| 2    | Gerd Müller           | Alemanha Ocidental | 20   | 25    | 0,80  | Bayern de Munique                                                  |
| 2    | Gianluca Vialli       | Itália             | 20   | 35    | 0,57  | Sampdoria / Chelsea                                                |
| 4    | François Van der Elst | Bélgica            | 18   | 30    | 0,60  | Anderlecht                                                         |
| 5    | Roger Claessen        | Bélgica            | 17   | 23    | 0,74  | Standard de Liège / Beerschot                                      |
| 5    | Hans Krankl           | Áustria            | 17   | 33    | 0,52  | Rapid Viena / Barcelona                                            |
| 7    | Mendonça              | Portugal           | 16   | 23    | 0,70  | Atlético de Madrid / Barcelona                                     |
| 7    | Kurt Hamrin           | Suécia             | 16   | 23    | 0,70  | Fiorentina / Milan                                                 |
| 9    | Włodzimierz Lubański  | Polónia            | 15   | 17    | 0,88  | Górnik Zabrze                                                      |
| 9    | Hristo Stoichkov      | Bulgária           | 15   | 28    | 0,54  | CSKA Sófia / Barcelona                                             |
| 9    | Alon Mizrahi          | Israel             | 15   | 18    | 0,83  | Maccabi Haifa                                                      |
| 12   | Lothar Emmerich       | Alemanha Ocidental | 14   | 9     | 1,56  | Borussia Dortmund                                                  |
| 12   | Peter Osgood          | Inglaterra         | 14   | 18    | 0,78  | Chelsea / Southampton                                              |
| 12   | Kiril Milanov         | Bulgária           | 14   | 8     | 1,75  | Levski Sofia / Lokomotiv Sofia                                     |
| 12   | Klaus Allofs          | Alemanha Ocidental | 14   | 39    | 0,36  | Fortuna Düsseldorf / Köln / Olympique de Marseille / Werder Bremen |